# جیانگ یی‌تینگ
جیانگ یی‌تینگ (انگلیسی: Jiang Yiting؛ زادهٔ ۱ اوت ۲۰۰۴) ورزشکار Sports shooting اهل چین است.
وی در مسابقات کشوری و بین‌المللی در مجموع برندهٔ ۱ مدال طلا، ۱ مدال نقره، ۱ مدال برنز شده است.